# Wachstumsregulator
Wachstumsregulatoren sind Pflanzenschutzmittel zur Beeinflussung des Pflanzenwachstums. Unter diesem Begriff werden sowohl natürliche (Phytohormone) als auch synthetische Stoffe zusammengefasst. Sie dienen zum Beispiel zur Erhöhung der Standfestigkeit bei Getreide durch Verkürzung der Halmlänge (Halmverkürzer oder besser Internodienverkürzer), Verbesserung der Bewurzelung von Stecklingen, Verringerung der Pflanzenhöhe durch Stauchung im Gartenbau oder der Verhinderung der Keimung von Kartoffeln. Früher wurden sie als „Mittel zur biologischen Prozesssteuerung“ (MBP) bezeichnet. Es sind Phytohormone oder deren synthetische Analoge. Andere Namen für Wirkstoffe in dem Bereich sind Wachstumsregler oder Keimhemmer.

## Biologische Wachstumsregulatoren
- Ethen (Ethylen)[2]

## Wachstumsregulatoren aufgeteilt nach Dekade der Markteinführung
- 1930er
  - Indol-3-essigsäure (IAA)
  - 4-(Indol-3-yl)buttersäure (IBA)
  - 1-Naphthylessigsäure (NAA)
  - Gibberellinsäure (GA)
- 1940er
  - Dichlorprop (2,4-DP)
  - 2,4,5-T
  - 2,4-D
  - Maleinsäurehydrazid
  - Tecnazen
  - 3-CPA
- 1950er
  - Kinetin
  - Benzyladenin (BAP)
  - Thidiazuron
  - Gibberellin GA3
  - Carbaryl
  - 4-CPA
  - Chlorpropham (CIPC)
  - Chlormequat (CCC)
- 1960er
  - Ethephon
  - Abscisinsäure
  - Abscisin II
  - Chlorflurenol
  - Daminozid
- 1970er
  - Ancymidol
  - Mepiquat
  - Dimethipin
  - Chlorphoniumchlorid
  - Dikegulac
  - Mefluidid
  - Ethylchlozat
  - Flumetralin
- 1980er
  - Brassinosteroide
  - Oligosaccharide
  - Uniconazol-P
  - Forchlorfenuron
  - Paclobutrazol
  - Cyanwasserstoff
  - Flurprimidol
  - Inabenfid
  - Phthalimid
  - Trinexapac
- 1990er
  - Cyclanilid
  - Prohexadion
  - 1-Methylcyclopropen
  - Jasmonate
  - Aviglycin (Aminoethoxyvinylglycin)
  - Monoterpene
- 2000er
  - Phospholipide
  - Trans-2-ketone[3]

## Einfluss auf die Geschlechtsausprägung
Durch Zufuhr von Wachstumsregulatoren lässt sich insbesondere bei ein- und zweihäusigen Pflanzen die Geschlechtsausprägung beeinflussen. Eine hohe Auxingabe führt im Allgemeinen zur Ausbildung weiblicher Blüten, eine hohe Gibberellingabe zu männlichen Blüten.

## Umwelteinfluss
Der Einsatz von Wachstumsregulatoren in der Landwirtschaft kann sowohl positive als auch negative Umweltauswirkungen haben. Während sie dazu beitragen können, den Ertrag zu steigern und die Pflanzenproduktion zu optimieren, können einige von ihnen auch negative Auswirkungen auf die Umwelt haben. Zum Beispiel können Nichtzielorganismen beeinflusst oder geschädigt werden oder Wirkstoffe in den Boden gelangen und das Grundwasser kontaminieren.

## Zulassung
Die bis 31. Juli 2019 in Deutschland zugelassenen chemischen Keimhemmungsmittel für Kartoffeln basierten meist auf CIPC (Chlorpropham). Es durfte bis 31. Januar 2020 verkauft und noch bis 8. Oktober 2020 aufgebraucht werden. Seitdem ist es entsorgungspflichtig. Kartoffellager müssen nach der letzten Anwendung gereinigt werden. Alternative ist neben kontrollierten Lagerungsbedingungen und geeigneter Kartoffelsortenwahl (z. B. Belana) zur Verlängerung der Keimruhe 1,4-Dimethylnaphthalin (1,4-DMN), welches in Kalt- oder Heißvernebelung in Kartoffel-Lägern angewandt wird. Es kommt natürlich in Kartoffeln vor und wirkt als Phytohormon (Auxin hemmend).